# Grieks theater van Syracuse

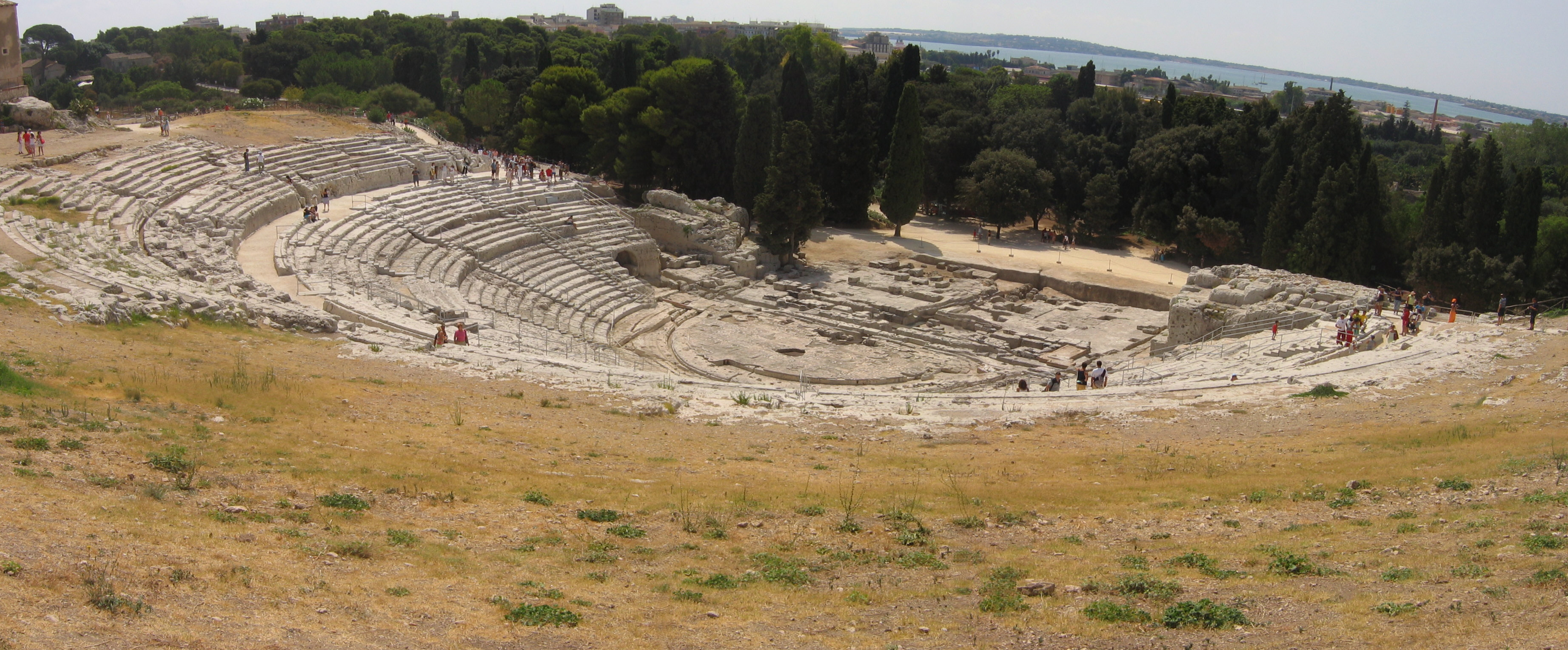
Grieks theater van Syracuse

Het Griekse theater van Syracuse (Italiaans: Teatro greco di Siracusa) in Sicilië, Italië, behoort tot de grootste antieke theaters van de Oudheid. Het werd gebouwd in de eerste helft van de vijfde eeuw voor Chr. en later nog vaak aan de eisen van de tijd aangepast.
Het Griekse theater, waar ook nu nog (om de twee jaar) theater-, muziek- en dansvoorstellingen plaatsvinden, was een plaats waar de bewoners van Syracuse konden genieten van zowel tragedie- als van komedievoorstellingen. Het verhaal gaat dat in dit theater de première plaatsvond van het stuk Perzen, waarmee de Griekse tragediedichter Aischylos de strijd van Athene tegen de Perzen in 480 voor Chr. artistiek vorm gaf.
Het theater bevindt zich in het archeologische gebied van Neapolis (letterlijk: de Nieuwe Stad), de plaats waar de van oorsprong Griekse kolonie Syracuse haar stad uitbreidde. Naast het theater bevinden zich hier ook nog een groot altaar van Hiëro II, een Romeins amfitheater en de steengroeven (latomieën), waar in de laatste jaren van de 5e eeuw voor Christus duizenden krijgsgevangen Atheners door de Syracusanen werden gestraft voor hun hoogmoedige gedrag, te weten: de wens om Syracuse in de loop van de Peloponnesische Oorlog te veroveren.
Het gebouw zelf is grotendeels uitgehakt in de rotsen van Neapolis. De cavea bevat 59 (oorspronkelijk 67) rijen toeschouwersplaatsen. Acht trappen voeren omhoog naar de bovenste rijen, waarboven zich nog weer een plek bevond waar de toeschouwers hun benen konden strekken tijdens en na de vaak lange voorstellingen. Het toneel zelf werd gevormd door een gebouw (skene) en daarvoor een van oorsprong cirkelvormige ruimte (orchestra). De orchestra had een doorsnede van ruim 21 meter. Van het skene-gebouw (waarvan het woord 'scene' is afgeleid) is niets meer over dan alleen de fundamenten. Links en rechts van het skene-gebouw bevinden zich nauwe doorgangen (parodoi), van waaruit de orchestra betreden kon worden.
In de Romeinse tijd is het Griekse theater vaak verbouwd en aangepast aan nieuwe vormen van volksvermaak, zoals de komedie en -waarschijnlijk- theaterstukken die zich afspeelden op het water. Voor dat laatste vormen diverse aan- en afvoerkanalen voor water het bewijs. In de latere Romeinse periode werd die rol overgenomen door het amfitheater, dat vrijwel grenst aan het Griekse theater. In later eeuwen, maar vooral in de tijd dat keizer Karel V ook heerste over Sicilië, werd het Griekse theater als steengroeve gebruikt, zodat er veel materiaal verloren is gegaan. Desondanks maakt het ook nu nog een grote indruk

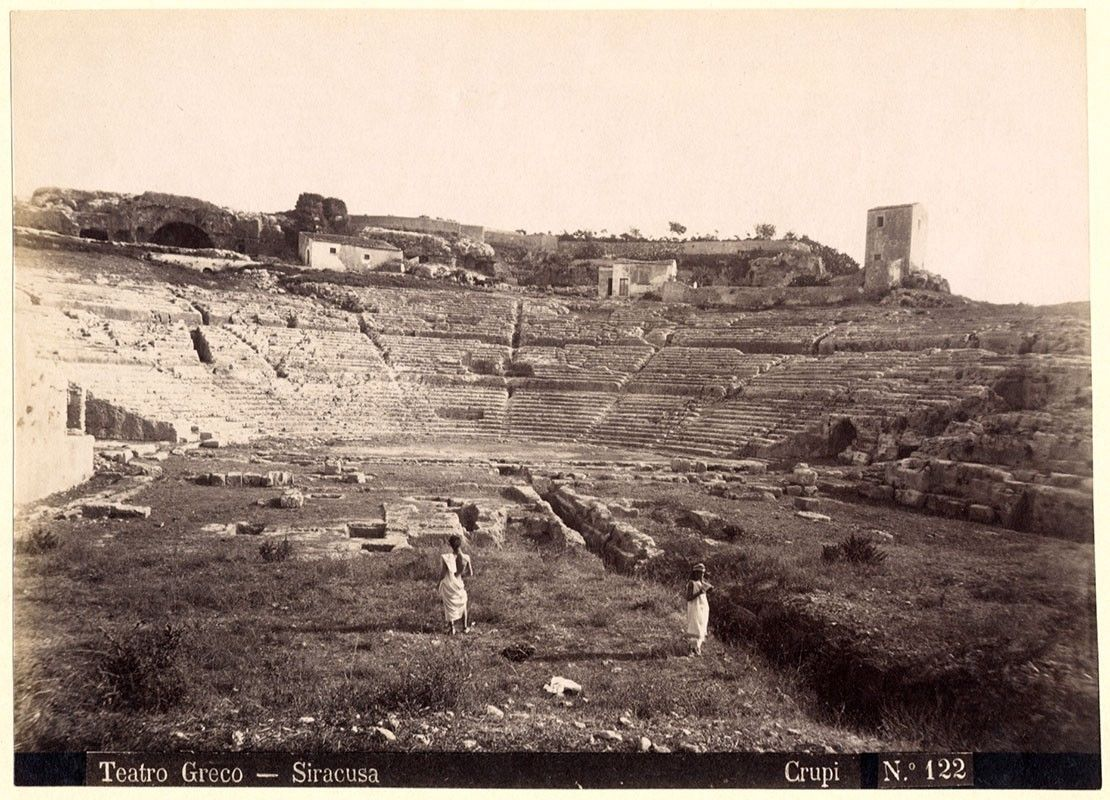
Het Griekse theater van Syracuse rond 1900, voordat het skene-gebouw werd opgegraven
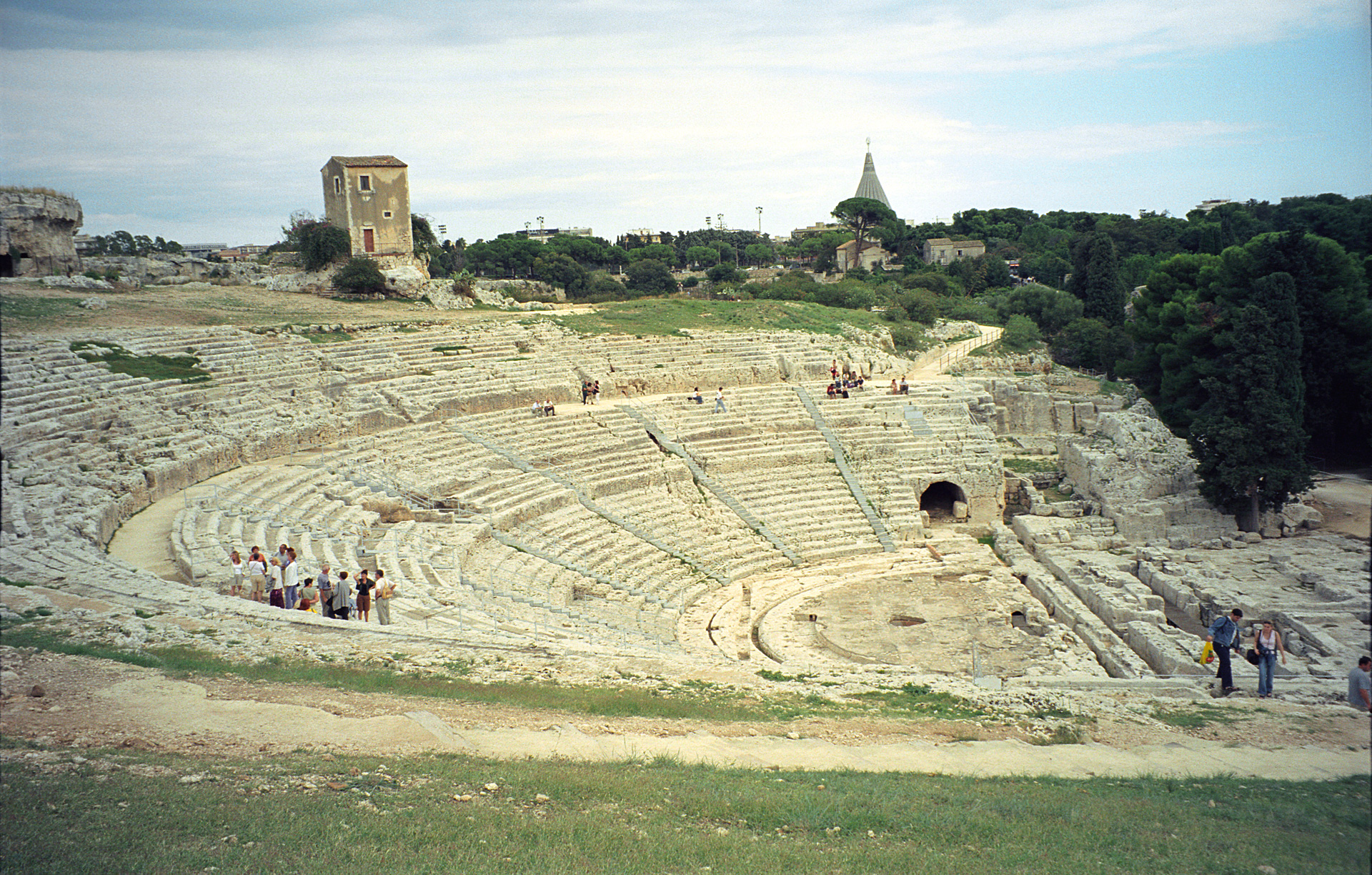
Bovenaanzicht van het Griekse theater
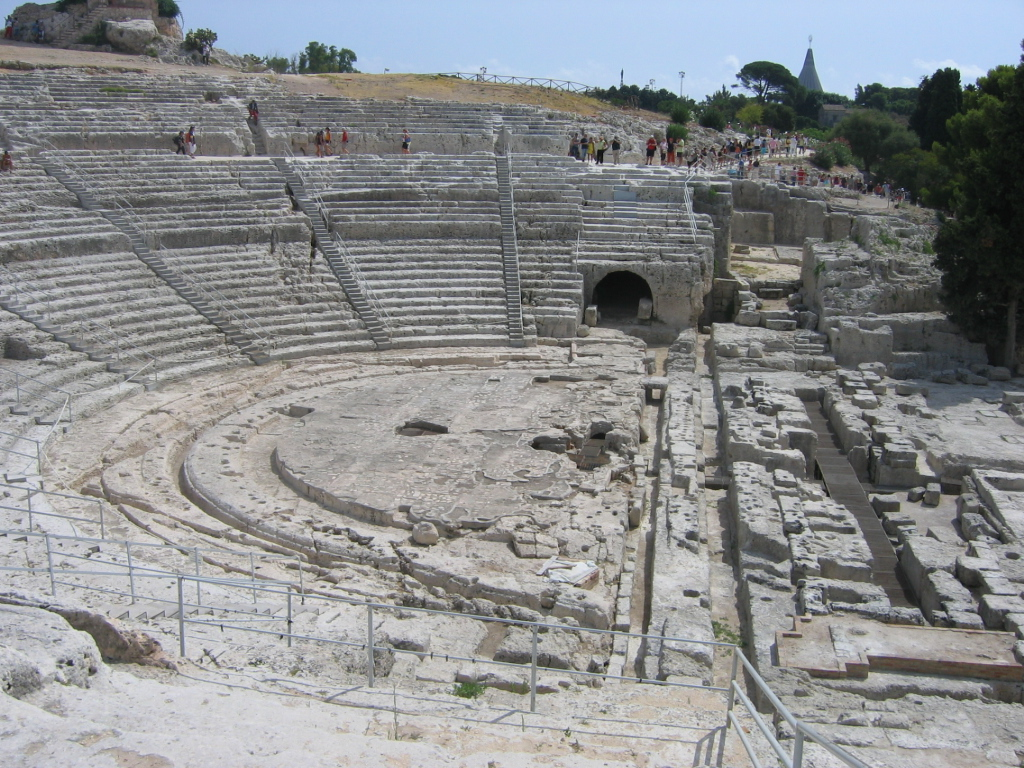
Orchestra (midden), skene-gebouw (rechts), parodos (toegang tot orchestra, bovenin) en deel van de cavea
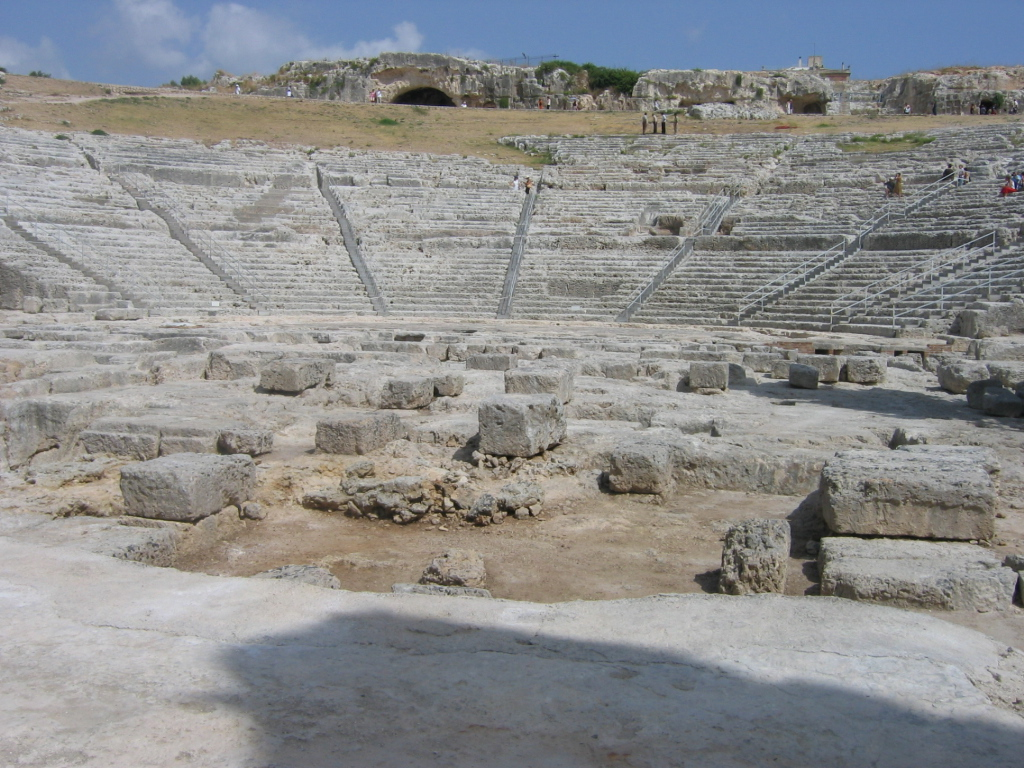
Uitzicht op de cavea vanuit het fundament van het skene-gebouw